# Óscar Vladimir Rojas
Oscar Vladimir Rojas Giacomozzi (Purén, 15 de noviembre de 1958) es un exfutbolista chileno. Defensor central, es reconocido por haber jugado en Colo-Colo de Chile, donde salió tres veces campeón de la primera divisón chilena y tres veces campeón de la Copa Chile.

## Trayectoria
Como deportista destacó en su juventud en la selección de básquetbol del liceo de su ciudad natal, Purén. Posteriormente como futbolista se inició en el club de Primera B Malleco Unido de Angol, para pasar a Deportes Concepción y después de dos años al Colo-Colo, equipo en el que durante 7 años cumplió sus mejores campañas.
Durante agosto de 1988, después de haber jugado 4 partidos por Colo-Colo en el torneo oficial de ese año, se va al Puebla de México, donde jugó una sola temporada con excelente nivel al lado del zaguero mexicano Roberto Ruiz Esparza, llevando al Puebla F. C. a las alturas del balón pie azteca. Solo las lesiones lo apartaron de la “liguilla” final por el título, en dónde el gran equipo de la “franja” dirigido por Pedro García, lo extraño mucho y fue una de las causas por las que ese gran Puebla en compañía de Jorge Aravena, Carlos Poblete, Gustavo Moscoso (internacionales chilenos), no llegara a la final, pues la gran defensa que había conformado con Roberto Ruiz Esparza, se vio muy debilitada. Sin embargo dejó grandes recuerdos por la manera en que jugaba la Defensa “central”, como pocos se han visto en su posición. 

## Selección nacional
Rojas formó parte del representativo juvenil chileno que disputó el Campeonato Sudamericano Sub-20 de 1979 y que protagonizó el caso de los pasaportes falsos en Paysandú de 1979.
Formó parte de la selección de fútbol de Chile en las eliminatorias de la Copa Mundial de Fútbol España 1982. En su registro figura también el haber jugado 4 amistosos vistiendo la casaca de la selección.

### Participaciones en Copas del Mundo
| Mundial                        | Sede   | Resultado     |
| ------------------------------ | ------ | ------------- |
| Copa Mundial de Fútbol de 1982 | España | Primera Ronda |

## Clubes
| Club                 | País   | Año       |
| -------------------- | ------ | --------- |
| Malleco Unido        | Chile  | 1979      |
| Deportes Concepción  | Chile  | 1980      |
| Colo-Colo            | Chile  | 1981-1988 |
| Puebla               | México | 1988-1989 |
| Unión Española       | Chile  | 1989      |
| Universidad de Chile | Chile  | 1990      |
| Morelia              | México | 1990-1991 |

1. ↑  Solo en torneo Copa Chile.

## Palmarés

### Campeonatos nacionales
| Título           | Club      | País  | Año  |
| ---------------- | --------- | ----- | ---- |
| Primera División | Colo-Colo | Chile | 1981 |
| Copa Chile       | Colo-Colo | Chile | 1981 |
| Copa Chile       | Colo-Colo | Chile | 1982 |
| Primera División | Colo-Colo | Chile | 1983 |
| Copa Chile       | Colo-Colo | Chile | 1985 |
| Primera División | Colo-Colo | Chile | 1986 |